# Bubble Manga
Bubble Manga — импринт и подразделение российского издательского дома Bubble Comics, основанное российской художницей Мариной Приваловой в 2019 году. Специализируется на выпуске манги российских авторов и авторов стран СНГ. Дебютной работой, изданной в рамках Bubble Manga, стал третий том комикса «Тагар» сценаристки Анны Сергеевой и художницы Марины Приваловой, а первой периодичной серией стало фэнтези украинских авторов «Избранница Луны», первая глава которого была издана 1 июля 2020 года. С тех пор в Bubble Manga издаётся одновременно несколько собственных серий манги разной периодичности.
История подразделения началась с другого импринта, Bubble Visions, основанного в 2016 году для выпуска комиксов независимых авторов вне вымышленной вселенной комиксов Bubble. Одним из первых проектов Bubble Visions стала манга сценариста Евгения Федотова и художника Богдана «Якутия». В 2017 году в рамках Bubble Visions была издана работа художницы Марины Приваловой и сценаристки Анны Сергеевой «Тагар». В конечном итоге, так как многие из постоянных художников и авторов Bubble Comics имели опыт работы с японскими комиксами, в 2019 году было принято решение создать отдельный импринт для выпуска манги, который возглавила Привалова.
Выпущенная импринтом манга получала преимущественно положительные отзывы как российских обозревателей комиксов, так иностранных, в том числе японских. Среди наиболее успешных работ издательства выделяли «Тагар», а также «Избранницу Луны». Помимо этого, «Избранница Луны» стала серебряным призёром Japan International Manga Award — международного конкурса манги, проводимого в Японии для поощрения неяпонских авторов манги, а страницы из первого тома «Тагара» и концепт-арты неопубликованной серии «Карамболина» хранятся в Киотском международном музее манги.

## История

### Предпосылки. Манга в рамках Bubble Visions (2016—2018)
Тексты Наташи мне нравятся, потому что я вижу там дух манги. Он очень отличается от других сценариев, <…> видно чем ребята не то, чтобы вдохновлялись, но какая их школа, и Наташа по тексту мне очень близка. И, работая над «Союзниками», я так фантазировала, что как будто я работаю над мангой.
Bubble Manga является импринтом и дочерней компанией крупнейшего издательского дома оригинальных комиксов в России Bubble Comics, основанного российским журналистом Артёмом Габреляновым в 2011 году. С октября 2012 года в Bubble начали публиковать четыре серии комиксов о супергероях, которые составили основу комиксовой вселенной Bubble: «Майор Гром», рассказывающий о питерском майоре полиции по имени Игорь Гром, «Бесобой», повествующий об охотнике на демонов Даниле Бесобое, «Инок», главным героем которого является Андрей Радов — легкомысленный и эгоистичный хранитель магического фамильного креста, и «Красная Фурия», посвящённая приключениям профессиональной воровки и спецагента Ники Чайкиной. Со временем издательство расширило свою продукцию новыми сериями комиксов, «Экслибриумом» и «Метеорой», кроссоверами между своими героями («Инок против Бесобоя», «Время Ворона»), а также перезапуском в 2017 году своих основных линеек комиксов. В конечном итоге, Bubble начало создавать импринты для издания комиксов, не вписывающихся в их основную вселенную. Первым импринтом стал Bubble Visions, предназначавшийся для издания авторских комиксов.
Многие из работников компании, и сценаристы, и художники, неоднократно заявляли, что черпали своё вдохновение в работах известных мангак; вдохновение авторов японскими комиксами также замечали и журналисты в своих обзорах на комиксы Bubble. Среди таких работников был, например, ветеран издательства Константин Тарасов, рисовавший первые выпуски комикса «Майор Гром», а также якутский автор и художник Евгений Федотов, работавший вместе с Габреляновым как сосценарист первых выпусков комиксов издательства. Оба называли известных японских мангак как людей, повлиявших на их стиль рисовки: Тарасов черпал вдохновение в работах Кацухиро Отомо и Кэнтаро Миуры, а Федотов — в работах Цутому Нихэйа, Юкито Кисиры и Кота Хираны. Некоторые из сотрудников ещё до работы в издательстве работали над авторскими сериями манги. К таким сотрудникам относятся творческие дуэты из Анны Сергеевой и Марины Приваловой, будущей основательницы и главы импринта Bubble Manga, а также Наталии Девовой и Алины Ерофеевой. В 2011 году Девова и Ерофеева создали мангу «Для блаженных и юродивых», которая выиграла в номинации «Лучшая манга» на фестивале «КомМиссия».

#### «Якутия» Евгения Федотова
Первой отечественной мангой, опубликованной издательством, стал совместный проект с издательством «Истари комикс», сценаристом Евгением Федотовым и художником Богданом Куликовских «Якутия», появившийся на свет в 2016 году. Изначально манга являлась веб-комиксом и выходила самиздатом в сети Интернет в 2015 году. Позже издательство «Истари комикс» купила у авторов лицензию на издание «Якутии» на бумаге. Об официальном выходе «Якутии» в печати «Истари комикс» объявила на фестивале «КомМиссия» в мае 2015 года, после чего долгое время, вплоть до 2016 года, о выходе манги не поступало новой информации. В июне 2016 года на фестивале Moscow Comics Convention «Истари комикс» было объявлено о выпуске «Якутии» в сотрудничестве с издательством Bubble Comics в рамках их импринта Bubble Visions. До сотрудничества с Bubble предполагался выпуск двух томов, однако в конечном итоге вышел только один. Выпуск манги был приурочен к фестивалю Comic-Con Russia и состоялся в сентябре 2016 года. В рамках фестиваля также был издан ограниченный тираж с альтернативной обложкой.
«Якутия» рассказывает историю «обычного якутского школьника» по имени Максим, вдохновлённую японской мангой, супергеройскими комиксами и якутской мифологией. Главный герой, жалующийся на скучный повседневный быт, живёт обычной и заурядной жизнью, пока не оказывается в центре невероятных событий: поневоле он становится напарником Северной звезды, светлого духа по имени Сардаана, предстающего в виде молодой девочки-подростка, которая сражается с монстрами, терроризирующими Якутск. Она заявляет, что Максим — избранный, и теперь в его обязанности входит не допустить того, чтобы тьма и зло поглотили этот мир. Изначально отказываясь помогать Сардаане, Максиму в конечном итоге всё же приходится встать на её сторону и помочь духу остановить монстров абахы от уничтожения родного города. Манга оказалась успешной и получила в основном положительные отзывы от российских журналистов. В качестве положительных сторон работы Федотова и Богдана критики отмечали простой комедийный сюжет и приятный минималистичный рисунок, выполненный в стилистике комиксов манга. Также обозреватели отмечали большое количество скрытых цитат и отсылок к современной массовой культуре.

#### «Тагар» Анны Сергеевой

Обложка первого тома «Тагара»

Второй мангой Bubble стал «Тагар», вышедший в 2017 году. Первоначальный вариант «Тагара» создавался Анной Сергеевой и Мариной Приваловой с 2012 по 2013 год, но так и не увидел свет — попытки обращения в различные издательства не дали никаких результатов, после чего, по словам Приваловой, «первый вариант манги сильно устарел в сюжетном и графическом плане», и было принято решение начать проект заново. В 2015 году первые две обновлённые главы были опубликованы на сайте издательства «Аксис-комикс», которое закрылось через некоторое время. Впоследствии, когда Марина Привалова стала работать в Bubble над комиксом ваншотом «Майор Гром: Шанс», приуроченным к выходу короткометражного фильма «Майор Гром», главный редактор Bubble Роман Котков предложил ей издать «Тагара» в Bubble Visions в бумажном виде. Таким образом, законченный первый том манги был выпущен на фестивале Comic-Con Russia в 2017 году, при этом специально для фестиваля был создан ограниченный тираж с альтернативной обложкой и двумя открытками, идущими в комплекте. В 2018-м году манга была переиздана в новой обложке. Позже, в 2019 году, всё так же в рамках импринта Bubble Visions, был выпущен второй том.
«Тагар» написан в жанре постапокалиптического фэнтези и по лекалам японской манги выполнен в чёрно-белом цвете и читается слева направо. Сюжет произведения рассказывает о древних божествах, приход на Землю которых стал причиной масштабной катастрофы. Главным героем произведения предстаёт юноша по имени Куно, оказывающийся в эпицентре таинственного катаклизма, после которого все люди на вокзале погибают, а город превращается в руины, и его наполняет бессчётное множество ворон. На этом череда происшествий не прекращается — мир меняется до неузнаваемости, и люди теперь вынуждены постоянно спасаться от бесконечных катаклизмов, а также от древних монстров-богов, враждебных к людям. Сам же Куно встречает бога-ворона Тагара, пришедшего на Землю. После встречи с Тагаром внешность и поведение Куно сильно меняются. Манга была тепло встречена аудиторией и получила преимущественно положительные отзывы. По данным Bubble, тираж первого тома, составивший 2 тысячи копий, был раскуплен за четыре с половиной месяца. Профильные журналисты хвалили рисунок Марины Приваловой и отмечали визуальные отсылки к популярным сериям манги и аниме.

### Основание Bubble Manga (2019)
Инициатором создания импринта специально для издания комиксов в стилистике манги стала художница родом из Цимлянска Марина Привалова, успевшая проиллюстрировать за время работы в издательстве такие серии, как «Красная Фурия», «Союзники», «Экслибриум» и «Игорь Гром». Марина в своём творческом стиле вдохновлялась японской анимацией, а силы пробовала прежде всего в создании японских комиксов манга. Художница отмечала, что ей было труднее справляться с рисовкой цветного комикса, чем с рисовкой чёрно-белой манги: ей приходилось держать в голове также и работу колориста по покраске рисунка. «Переключаться с комиксов Bubble на мангу труда не составляет, обратное — уже сложнее», — отмечает в интервью Привалова. В конечном счёте, трудности с рисовкой цветных комиксов смотивировали Марину предложить главному редактору Bubble Comics Роману Коткову идею полноценно издавать не только комиксы, но и отечественную мангу. Рождение Bubble Manga стало для Марины Приваловой неожиданностью, так как изначально она предполагала, что будет выпущен только один отдельный проект.
О создании отдельного подразделения, в рамках которого будет издаваться манга отечественных авторов, было официально объявлено в начале октября 2019 года, на российском фестивале поп-культуры Comic-Con Russia. Главой созданной Bubble Manga стала Марина Привалова. Вместе с этим были анонсированы первые проекты нового импринта: продолжение манги «Тагар» в виде третьего тома, релиз которого был запланирован на следующий год, а также совершенно новая серия авторства Сергеевой и Приваловой, «Карамболина», которая находилась в разработке с 2014 года и должна была развиваться в сеттинге киберпанка в венецианском антураже. Как признавалась Марина в интервью «Центру Манги и Комиксов», проекту на базе библиотеки имени А. П. Чехова в Санкт-Петербурге, после открытия Bubble Manga ей стало поступать множество работ от молодых авторов, которые хотели издать в рамках импринта свои дебютные комиксы в стилистике манги, однако им не хватало профессионализма и опыта, из-за чего людям пришлось отказывать:
«К нам обращаются много молодых ребят в надежде издать свою работу. Во многих заявках виден потенциал автора, но на данный момент для публикации не хватает качества или мастерства исполнения. Поэтому рассматривать публикацию своей работы как старт деятельности не совсем верно».
Тем не менее, по мнению Приваловой, манга от опытных художников и сценаристов стран СНГ вышла на уровень японских авторов. В доказательство этому она перечислила авторов, работы которых побеждали и получали призы не только в рамках российских конкурсов комиксистов, но и японских конкурсов манги. Среди таких авторов она назвала украинскую художницу Наталью Ререкину. Она признавалась, что давно следит за её творчеством, а также работами её коллеги сценариста, Серафима Онищенко. Позже, именно эти люди станут авторами дебютной серии Bubble Manga, «Избранница Луны».

### Первые проекты в рамках импринта (2020—настоящее время)

Обложка «Избранницы Луны» в формате тома. Манга стала первым проектом в рамках импринта Bubble Manga

Первой серией, изданной в рамках Bubble Manga, стало фэнтези украинских авторов «Избранница Луны», сценаристом которого выступил Серафим Онищенко под псевдонимом Гилберт Бриссен, а художницей — Наталья Ререкина. Первый выпуск увидел свет 1 июля 2020 года. До «Избранницы Луны» они вместе создали мангу «Собиратель птиц», которая заняла третье место на конкурсе среди нескольких сотен работ из 61 страны мира, а сам Бриссен ранее работал над разработкой игр, в частности, он был нарративным дизайнером в студии Frogwares и участвовал в производстве игры The Sinking City. Прорабатывая раскадровку «Избранницы Луны» Ререкина и Бриссен работали вместе, обсуждая происходящее прямо во время творческого процесса. Сюжет манги повествует о молодом парне по имени Берт, который хочет добиться расположения девушки по имени Индель. Для этого он заключает сделку с колдуньей, живущей в лесу, но это становится началом его злоключений. Дебютный проект Bubble Manga был встречен положительно как российскими обозревателями, так и иностранными: «Избранница Луны» стала серебряным призёром премии Japan International Manga Award, международного конкурса манги, проводимого в Японии для поощрения неяпонских авторов.
С 2022 года стала выпускаться манга «Ликорис», официально анонсированная в декабре 2021 года на фестивале Bubble Comics Con. Авторами серии выступили ветераны Bubble Comics: художник Константин Тарасов, известный по иллюстрациям для серий «Майор Гром» и «Экслибриум», и сценаристка Наталия Девова, автор одних из самых успешных комиксов Bubble, «Экслибриума» и «Союзников». Тарасов изначально искал работу в геймдеве, но не снискав успеха, принял предложение обратившегося к нему тогда Артёма Габрелянова и стал одним из иллюстраторов Bubble Comics. Девова увлекалась японскими комиксами и до работы в издательстве Bubble занималась преимущественно созданием манги в соавторстве с украинской художницей из Винницы Алиной Ерофеевой, также работающей в издательстве. Сюжет «Ликориса» строится вокруг двух персонажей: могущественного и своенравного мага Калины и опальной шутессы Юлы. Они пересекаются на невольничьем рынке, где Калина ищет человека, чтобы тот стал вместилещем его маленького ручного демона по имени Ликорис. По итогу демон вселяется в Юлу и теперь девушке предстоит найти способ как уживаться с Ликорисом, который постепенно захватывает контроль над её телом.
Впоследствии Bubble Manga продолжила издавать проекты авторов постсоветского пространства: новой мангой от авторов из Украины Ререкиной и Бриссена стало продолжение «Избранницы Луны» под названием «Леди Сияния», первая глава которого вышла в декабре 2021 года, а с июля 2022 года издаётся манга «Чернильный принц и Книжный рыцарь» сценаристки и художницы из Казахстана Камарии Кайырбековой, известной под псевдонимом KAMERIM. Манга повествует о молодом человеке по имени Лиам, редакторе небольшого издательства «Лазурная Птица», который может общаться с героями книг, с одним из которых, Принцем, он в итоге подружился. Работая над историей, Камарии хотелось поговорить о проблемах одиночества и создать персонажа, который, по её мнению, «живёт в каждом творческом человеке»: увлечённого своим делом, которому посвящает свою жизнь. Bubble Manga издала ещё два тома манги «Тагар»: третий том вышел в сентябре 2021 года, четвёртый — в августе 2022. Сергеева и Привалова планируют издать ещё от двух до трёх томов. По словам Приваловой, она пока не уверена, сколько конкретно томов займёт завершение истории манги «Тагар».

## Манга
| - «Тагар» (2017—…) - «Ликорис» (2022—…) - «Чернильный принц и Книжный рыцарь» (2022—…) - «Серая Гончая» (2023—…) | - «Избранница Луны» (2020) - «Леди Сияния» (2021—2022) |

### Официальные ссылки
- Страница подразделения на официальном сайте Bubble